# Casa de las Bodas de Plata

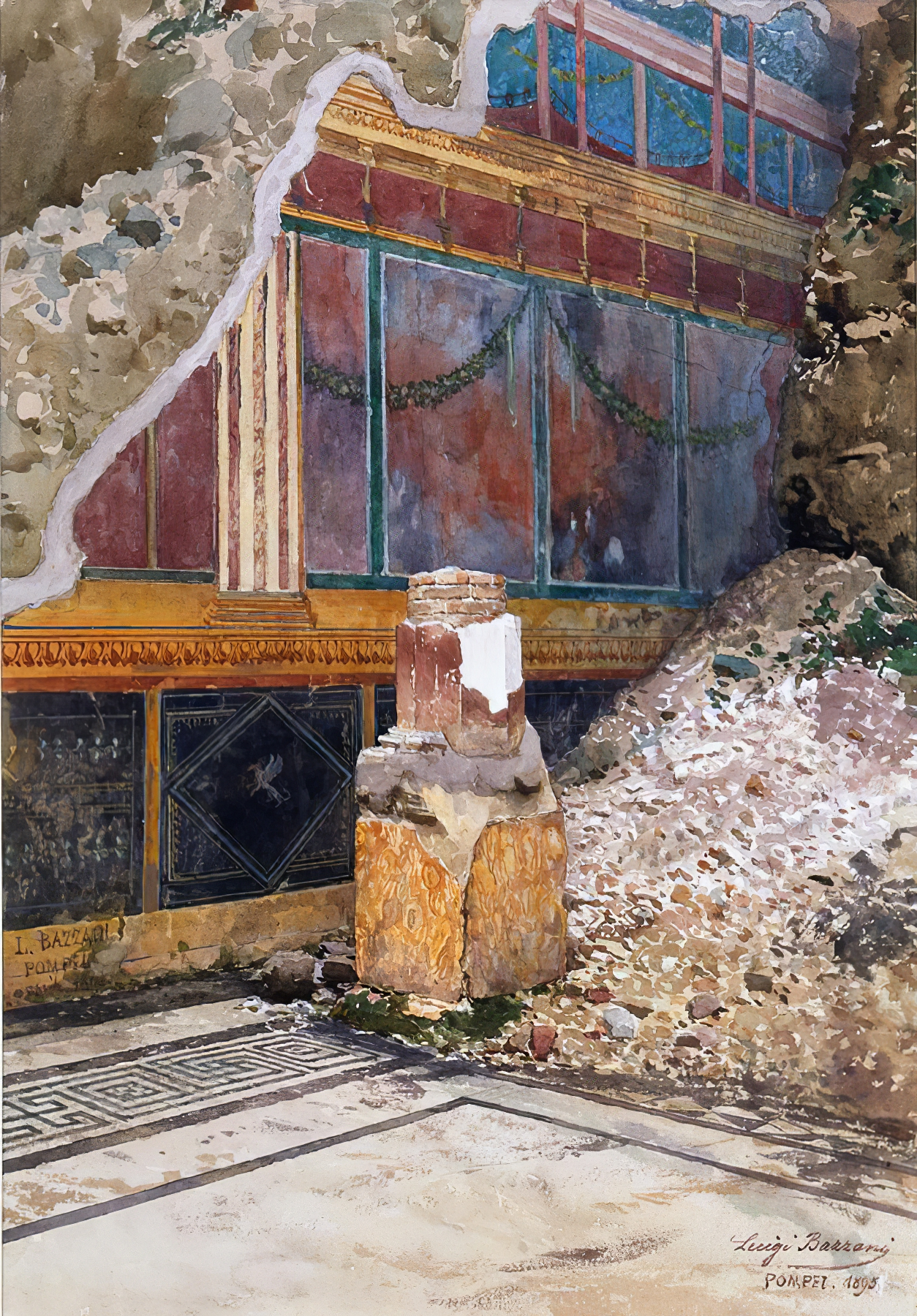
La Casa de las Bodas de Plata en Pompeya, acuarela de 1895 de Luigi Bazzani.

La Casa de las Bodas de Plata es el nombre que reciben los restos arqueológicos de una casa romana de Pompeya, enterrada en las cenizas de la erupción del Monte Vesubio del año 79. La casa fue excavada en 1893 y recibió su nombre por las bodas de plata de Umberto y Margarita de Saboya, que se celebraron ese año.
La casa se encuentra en la última calle lateral de la Via Vesúvio, junto a una parte del yacimiento aún sin excavar. Construida alrededor de 300 a. C., por samnitas, y renovada a principios del siglo I, era la domus de un rico residente. Su arquitectura es clásica y presenta una exquisita decoración, como el atrio, que tiene cuatro altas columnas de estilo corintio que sostienen el techo y una exedra elegantemente ornamentada. Hay dos jardines: el más grande con una piscina central y un triclinio; el otro con un baño, piscina exterior, cocina y salón con suelo de mosaico, pinturas en las paredes y techo abovedado, sostenido por cuatro columnas octogonales decoradas con imitación de pórfido.